# Завод фосфорних та калійних добрив у Сарагосі
Завод фосфорних та калійних добрив у Сарагосі – колишній виробничий майданчик в іспанському міста Сарагоса.
В 1899-му заснували компанію Industrial Química de Zaragoza (IQZ), що первісно займалась виробництвом винної кислоти. В 1908-му цей напрямок закрили, натомість перейшли на продукування інших кислот – сульфатної (з використанням продукції сірчаної копальні Ліброс, що діяла до 1956-го в районі Теруелю та належала тій же IQZ), соляної, нітратної. Сульфатну кислоту постачали виробникам акумуляторів, підприємствам цукрової та спиртової промисловості.
В 1920-му почали велике розширення майданчику, пов’язане з організацією виробництва фосфорного добрива – суперфосфату, який отримували шляхом розкладення сульфатною кислотою імпортованих з Марокко фосфоритів. Тепер сульфатної кислоти було потрібно набагато більше і її виробництво переважно відбувалось шляхом спалювання піритів, які традиційно продукували у потужному видобувному регіоні в південній провінції Уельва (відомо, що за 1965 – 1971 роки IQZ придбала 377 тисяч тонн цієї сировини, при цьому дещо більше половини постачила компанія Compañía Española de Minas de Río Tinto). В 1930-х IQZ запустила власну піритну копальню в Бенаске у Піренеях, проте з початком Громадянської війни вона була закинута.
Відносно потужності майданчику можливо вказати, що в 1933-му він виробив 33 тисячі тонн суперфосфату, а станом на середину 1950-х проектна потужність сарагоського заводу рахувалась як 55 тисяч тонн цього добрива.
Після громадянської війни IQZ розширила свій асортимент за рахунок сульфату калію, для чого закуповували хлорид калію, що видобувався на півночі Іспанії.
В 1955-му власником IQZ стала інша іспанська хімічна компанія SA Cros, яка володіла більш ніж десятком заводів суперфосфату по всій країні.
Завод закрили в 1979-му через протести з природоохоронним підгрунтям.